# Цукер Лаза
Цукер Лаза је публицистичка књига Живојина Жике Петровића  заснована на животу Михаила Куртовића, познатог по надимку Цукер Лаза, српског милионера који је био сензација у Краљевини Југославији због свог трошења новца и ексцентричности. Књигу је објавила издавачка кућа Лагуна 2023. године, у тиражу од 3000 примерака, а садржи и копију тестамента Михаиловог стрица, као и Михаилове фотографије.

## Радња
Михаилов стриц је  био богаташ и велепоседник Јосиф Ј. Куртовић, и своје вишемилионско богатсво оставио је већини рођака, а једини ког је изопштио из тестамента је био управо Михаило, да би игром судбине, услед ратова и болести, цело наследство припало управо њему, јер је остао једини директни наследник. Надимак је добио јер је као дечак волео да меси колаче, а његове ексцентричности препричавале су се у Шапцу, имао је дворску даму циганку Фазилу, која га је водила у шетњу у колицима, волео је да се шминка и купује чарапе младим госпођицама, и давао свима новац у толикој мери, да је чак 53 доктора у 17 различитих комисија покушавало да докаже да ли је "са ума сишао". Његова задужбина је Црква Светог Георгија у Шапцу, а био је добротвор и Београдског Универзитета.